# Odina decoratus
Odina decoratus är en fjärilsart som beskrevs av William Chapman Hewitson 1867. Odina decoratus ingår i släktet Odina och familjen tjockhuvuden. Inga underarter finns listade i Catalogue of Life.

## Bildgalleri

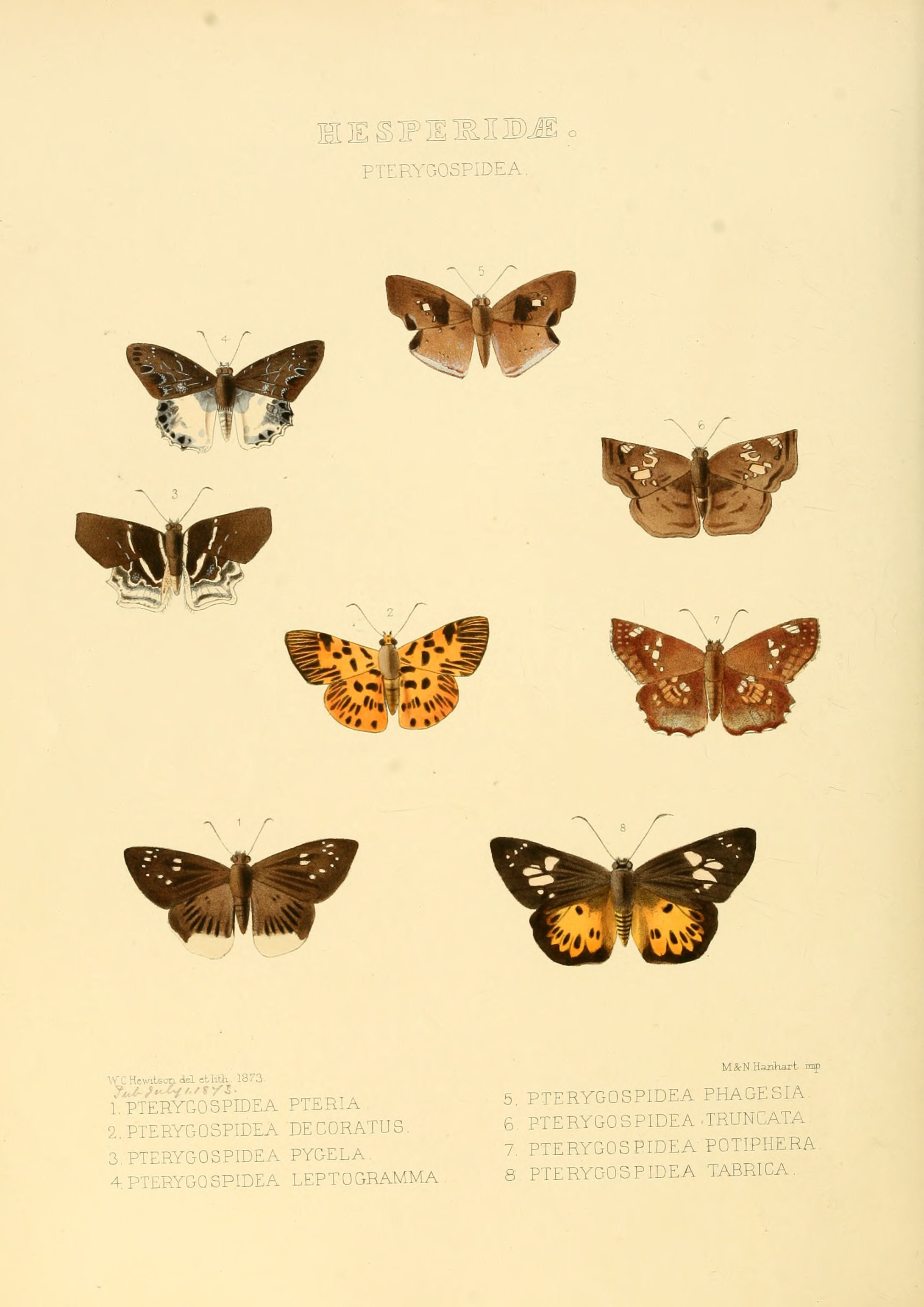